# سیینا پلنتیشن (تگزاس)
سیینا پلنتیشن (به انگلیسی: Sienna Plantation) یک منطقهٔ مسکونی در ایالات متحده آمریکا است که در شهرستان فورت بند، تگزاس واقع شده‌است. سیینا پلنتیشن ۳۶٫۴ کیلومتر مربع مساحت و ۱۳٬۷۲۱ نفر جمعیت دارد و ۱۸ متر بالاتر از سطح دریا واقع شده‌است.